# 联吡啶
联吡啶（bipyridine，常缩写为bipy、bpy 等）是一系列由两个吡啶分子偶联形成的杂环化合物的统称。该名称主要指：
- 2,2'-联吡啶（在经典配位化学中经常提及）

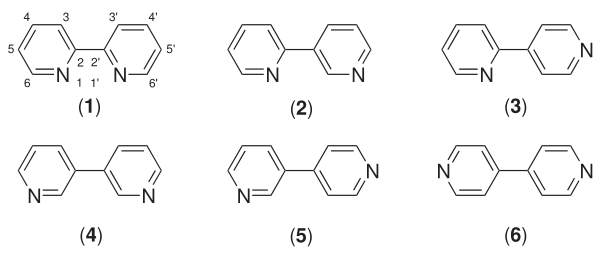
联吡啶的6个可能的结构异构体：(1) 2,2'-联吡啶；(2) 2,3'-联吡啶；(3) 2,4'-联吡啶；(4) 3,3'-联吡啶；(5) 3,4'-联吡啶；(6) 4,4'-联吡啶。

- 2,3'-联吡啶
- 2,4'-联吡啶
- 3,3'-联吡啶
- 3,4'-联吡啶
- 4,4'-联吡啶（MOF中可用的配体）

|  | 这个同类索引页列出了具有相同或相似标题的化学条目。 除非您是有意链接至本页，否则应将相应条目的内部链接指向正确的条目。 |